# 洪賢錫
洪賢錫 (韓語：홍현석，1999年6月16日—）是一位韩国足球运动员，現效力於法甲球隊南特 (緬恩斯外借)
。韩国国家足球队成員。

## 榮譽
韓國 U23
- 亞洲運動會足球比賽冠軍：2022

## 外部連結
- FC Juniors OÖ profile （页面存档备份，存于）
- 德国足球协会上的Hyunseok Hong（支持德语版）